# Energi- och Miljötekniska föreningen
Energi- och Miljötekniska Föreningen är en ideell förening grundad 1909.
Medlemmarna utgörs av nästan 7 500 personer (2010) med intresse för installationstekniska frågor.
Föreningens uppgift är att vara en förmedlande länk mellan medlemmarna och man ordnar konferenser, seminarier och kurser i aktuella områden för att vidmakthålla och höja medlemmarna kompetens.
Föreningen har lokalavdelningar på 28 orter i Sverige.

## Historik
Föreningen grundades 1909 som Svenska Värmetekniska Föreningen. Verksamheten utökades och namnet ändrades 1914 till Svenska Värme- och Sanitetstekniska Föreningen. År 1957 utökades namnet till Svenska Värme-, Ventilations- och Sanitetstekniska Föreningen, som år 1964 kom att bytas till det mer hanterliga VVS Tekniska Föreningen. År 2008 blir namnet Energi- och Miljötekniska Föreningen.
År 1930 började föreningen ge ut en tidskrift, "Tidskrift för värme-, ventilations- och sanitetsteknik, VVS" (med förkortningen som på 1950-talet kom att namn åt branschen). Tidskriftens namn är numera "Energi & Miljö". 
Föreningen är en av instiftarna till Stora Inneklimatpriset. 

## Informationsspridning
Föreningen ger ut tidskriften "Energi & Miljö".

## Tekniska grupper
- BIG-SE (BACnet Interest Group – Sweden) är en teknikgrupp som arbetar med byggnadsautomation och för att främja öppna system.